# 何英才
何英才（1905年—1974年5月18日），又名杨高梧，山西洪洞县人。中华人民共和国政治人物、工程师。

## 生平

### 民国时期
1925年，在太原兵工厂当工人。1926年，加入中国共产党，后任中共太原兵工厂支部书记。1927年6月，出席第四次全国劳动大会。会后，回太原筹备成立山西省总工会。1928年2月，中共山西省委在霍州召开的扩大会议上，任组织部长，由于叛徒出卖被捕。1933年，出狱，到阳泉矿开辟党建。1935年5月，建立中共阳泉党支部，领导保晋二矿、四矿和保晋铁厂、裕公煤矿工人联合大罢工。1936年，建立阳泉矿区武术团，在矿区中开展牺牲救国同盟会组织活动。1937年初，任中共山西工委阳泉矿区委员会书记，兼任牺盟会阳泉分会特派员。
抗日战争爆发后，发动工人建立阳泉市总工会，并以武术团、牺盟会成员为骨干，组成工人护矿队。后以保晋二矿、四矿为主，建立阳泉矿工武装抗日游击队，任政委。侵华日军进入娘子关时，率矿工游击队开往太行区，参加抗日根据地工作。1947年，随刘邓大军挺进大别山，历任中共鄂豫皖区党委组织部长、中共礼山县委书记。

### 共和国时期
中华人民共和国成立后，1949年，担任黄石市石灰窑工矿特区党委、中南重工工会副主任；后历任武汉中南总工会筹委会和中国农林水利电力工会领导。晚年返回山西，1964年，担任第四届全国政协委员、山西省政协副主席。文化大革命期间受到迫害。1974年5月18日去世，享年69岁。